# Aleppó
Aleppó (arabul:  حلب  [Ḥalab], örményül: Հալեբ [Háleb], ókori nevén Ḫalap) nagy múltra visszatekintő közel-keleti város. A szíriai Aleppó kormányzóság székhelye, 1,8 milliós lakosságával pedig Damaszkusz után az ország második legnépesebb települése.
A világ legrégebb óta lakott települései közé tartozik, már az ókorban rendkívül jelentős városnak számított. Történetét mindvégig a kelet-nyugati kereskedelmi úton elfoglalt helyzete határozta meg, melynek virágzását köszönhette.
A 2011 óta zajló szíriai polgárháborúban, a 2012 júliusától 2016 decemberéig tartó ostrom következtében a város felkelők kezén lévő keleti részét és a világhírű óvárost a folyamatos harcok, valamint a szír és az orosz légierő bombázásai szinte teljesen lerombolták, a lakosság ezekről a területekről jórészt elmenekült. Az ostrom a szír kormányerők győzelmével végződött. A város lakossága a harcok kitörése előtt kb. 2,3 millió fő volt, jelenleg 1,8 millió körüli. A háborús károk nagy részét helyreállították, de még számos romos épület található, 90%-ban a város északi részén.

## Nevének eredete
A legnépszerűbb etimológiai fejtegetés szerint a Halab név a halaba (fejni) igéből származik. A történet szerint a bibliai Ábrahám itt saját kezűleg fejt tejjel vendégelte meg az átutazó vándorokat, innen a város neve Halab. A város neve azonban Ábrahám idején már régen ez volt, már az i. e. 16. században Jamhad fővárosaként is.
Elképzelhető, hogy köze van a „fehér” jelentésű arámi halaba szóhoz, amely a környék talajának vagy köveinek színére utalhat. Az arameus és ugariti nyelven egyaránt ḫlb, ezeket megelőzően Ḫalap/b, Ḫallab(a), Ḫalba, Ḫalbi és Ḫalpa alakokban fordul elő.
Az arab nevet a török hódítók Halepként használták, melyet a francia kereskedők Alepként honosítottak meg Európában. Ennek olaszos formája a magyarban is ismert Aleppó.

## Története

### Ókor
Aleppó területén legalább az i. e. 5. évezred eleje óta folyamatos emberi megtelepedés bizonyítható, bár éppen emiatt (a mai lakosság az évezredes romok felett él) régészeti feltárása messze nem teljes. Az amoriták (vagy amurrúk, azaz nyugati sémik) az i. e. 19. század folyamán Halap (Ḫalpa) központtal hozták létre egyik legerősebb államukat, Jamhadot. Jamhad jelentős kereskedőállam volt az i. e. 2. évezred második és harmadik negyedében, Északnyugat-Mezopotámiában és Észak-Szíriában hegemónná vált, leváltva Eblát.
Az i. e. 18. században a hükszósz törzsszövetség érdekszférája is elért a területig, de Jamhad és a hükszószok kapcsolatáról nem sokat tudni. A hükszószokat Egyiptom és Hatti győzte le, amiből Jamhad profitált azzal, hogy visszanyerte szabad kereskedelmi lehetőségeit. A bronzkorban különösen fontos kereskedelmi állomássá vált, mivel a Belső-Ázsia és a Földközi-tenger között húzódó ónkereskedelmi útvonal is érintette. Az ón legnagyobb átrakodóhelye Mári volt, és az itt előkerült szövegek is említik Halap városát.
Végül a hettiták foglaltak el az i. e. 16. század folyamán. I. Murszilisz sorozatos hadjáratokat indított kelet felé, amelyek egyike volt a külön Halap ellen indított expedíció. A király évkönyvei szerint: „Haddal ment Halap ellen, Halpát feldúlta és foglyokat és zsákmányt hozott Hattuszaszba.” Mursziliszt azonban meggyilkolták, Hatti keleti külbirtokai a hatalmi vákuumba benyomuló Mitanni prédájává lettek. Ebből az időből származik Idrimi önéletrajza. Véglegesen azonban csak I. Szuppiluliumasz hadjárataival került hettita érdekszférába a város, és ekkor a lakosság kicserélődött: az amoriták helyére a hettiták más, többnyire hurri és hettita nyelvű népeket telepítettek.
A hettita fennhatóság alatt először I. Szuppiluliumasz fia, Telipinusz herceg, Kizzuvatna főpapja kapta meg birtokul. I. e. 1312-es halála után fia, Talmi-Szarruma vette át a kormányzást, aki a kádesi csata során önálló seregtesttel erősítette a hettita haderőt. Talmi-Szarruma halálával a város a szintén I. Szuppiluliumasz leszármazottai által kormányzott Kargamis része lett.
A Hettita Birodalom bukása után a korábban hettita hercegek kormányzására bízott Aleppó az úgynevezett újhettita államok sorába került, és az i. e. 9. század első felében II. Assur-nászir-apli hadserege révén bekövetkezett asszír hódításig az is maradt. A terület Kargamistól elszakadva az Alalah–Ugariti Királyság (Ḫattina vagy Unḳi) része lett, majd a további politikai változásokkal a frissen alakuló Hamá államhoz került. Hamát fejedelmének, II. Zakirnak győzelmi sztéléje (Zakkur-sztélé) Aleppótól 45 km-re került elő. Ebben Zakir a damaszkuszi III. Barhadad támadása sikeres visszaverésének állított emléket. Halap később az Újbabiloni, majd az Óperzsa Birodalom része lett, míg i. e. 333-ban a makedón III. Alexandrosz meg nem hódította.
Nagy Sándor halála után a területen berendezkedő Szeleukida Birodalom alapítója, I. Szeleukosz Nikatór a hasonló nevű makedóniai település után a Beroia nevet adta neki, amit a 7. században bekövetkezett arab hódításig megőrzött.
A Szeleukida Birodalom felbomlásakor Tigranész, Armenia Magna királya hódította meg rövid időre, majd i. e. 64-től a Római Birodalom része volt (latinos neve Beroea), amelytől a Bizánci Birodalom örökölte. A változatlanul fontos település ekkor már egy püspökség székhelye volt. 540-ben az Újperzsa Birodalom hadserege elfoglalta és nagyrészt elpusztította Beroiát, amely a még mintegy száz éven át tartó fenyegetettség mellett jó ideig nem heverte ki veszteségeit.

### Középkor

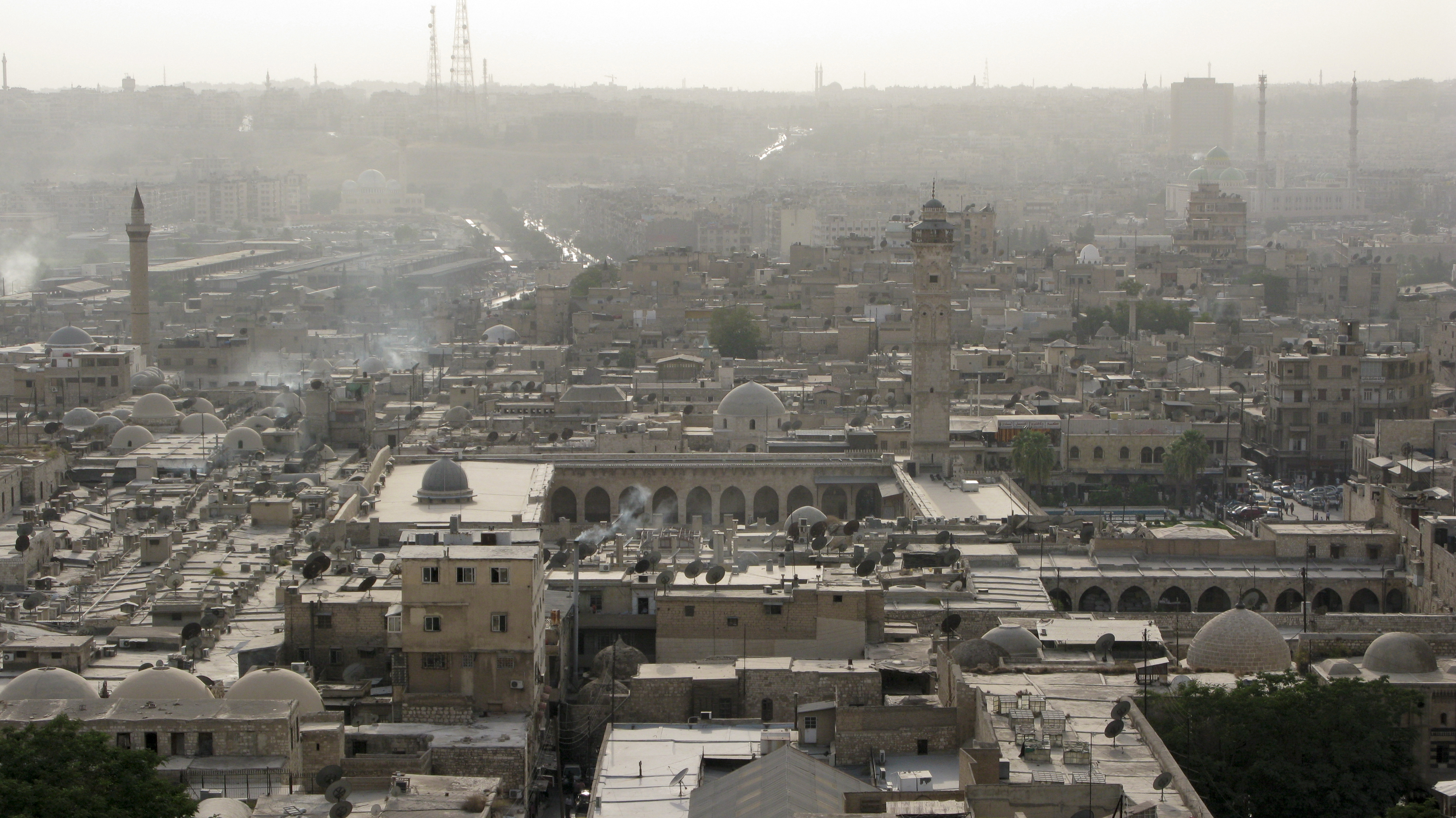
Aleppói panoráma a citadellából

613-ban ismét a perzsák kezébe került, de Hérakleiosz ellencsapása során 628-ban visszaszerezte. Hálid ibn al-Valíd vezetésével 637-ben foglalták el az arabok. Az arab időkben mintegy háromszáz éven át nyugalmat élvező város fokozatosan visszanyerte a korábbi súlyát, és Szíria egyik legjelentősebb központjává vált.
Virágkora a Hamdánidák önálló emírségének idejére esett. Az egyébként Moszulban uralkodó dinasztia jeles tagja, Szajf ad-Daula 945-ben önálló emírségként szakította ki magának az addig egyiptomi Ihsídida ellenőrzés alatt álló vidéket. Uralkodása alatt Aleppó kulturális központtá vált: a jeles filozófus, al-Fárábi és a legjobbak közé sorolt költők, al-Mutanabbi és Abu Firász egyaránt megfordultak az udvarában. Szajf ad-Daula balszerencséjére a bizánciak épp uralkodása idején kerültek olyan helyzetbe, hogy teljes erejükkel ellentámadásba lendülhessenek. 957 után az aleppói emír mind jobban visszaszorult, végül 962-ben székhelye is elesett. Dinasztiája vazallusként maradhatott a város élén, amelyet immár az egyiptomi Fátimidák is fenyegettek.
1004–1023 között, a Hamdánidák letételét követően a város az ők török származású tisztjei kezébe került, majd körülbelül fél évszázadra a helyi Mirdászidák önállósították magukat, és Bizánc hűségére szegődtek. 1079/1080-ban a moszuli Ukajlidák döntötték meg a Mirdászidák hatalmát. A hamarosan kitörő keresztes háborúk során kétszer is, 1098-ban és 1124-ben megostromolták a várost, ám elfoglalni nem sikerült. Az 1138-as aleppói földrengés során a város és a környező települések súlyosan megrongálódtak – a 230 000 halálos áldozatot követelő földrengést a történelem harmadik legpusztítóbb földrengéseként tartják számon. 1183-tól a Szaladin vezette Ajjúbidák birtokába került, akiktől 1260-ban a mongolok szerezték meg. Csak 1317-ben szakadt el újra a város, amely 1517 után az Oszmán Birodalom része lett.

### Újkor
1850 októberében egy népes arab rablócsapat támadta meg a várost, és az oszmán hatóságok a városba helyezett Bem Józsefet bízták meg a védelem irányításával. Az általa irányított kitűnő tüzérség súlyos vereséget mért az ostromlókra.
Az első világháborút követően a francia mandátumterülethez került, és 1946 óta a független Szíria része. A 20. században rohamosan fejlődő várost 2006-ban az Iszlám Oktatási, Tudományos és Kulturális Szervezet az iszlám kultúra fővárosának nevezte ki. A városban körülbelül 200 minaret található.
1976-ban iszlamista felkelés tört ki Szíriában. A Muszlim Testvériség elnevezésű radikális szervezet több száz harcosa 1980-ban bevette magát Aleppó egyes részeibe, és harcba kezdett a kormánycsapatokkal. Aleppó akkori ostroma közel egy évig, 1981 februárjáig tartott és a kormányerők győzelmével ért véget.

#### Az aleppói csata
2012 márciusától Aleppóban, a szíriai polgárháború részeként öngyilkos merényletek, majd júliustól heves harcok kezdődtek, amikor a Törökország felől érkező lázadó erők megtámadták a várost. A város lakossága döntő többségében nem támogatta a kormány ellen lázadókat, ennek ellenére az elfoglalt területeket a lázadók de facto központjuknak tették meg. A város egyes részeit 2012 júliusától más-más csapatok tartották ellenőrzés alatt. A változó sikerű összecsapásokban Aleppó egyes negyedeit elhódították a lázadók, míg másikakat megtartottak a kormányhű erők. Kelet-Aleppó lakosságának többsége elmenekült az előrenyomuló lázadók elől, és a város kormány által ellenőrzött kerületeiben keresett menedéket. Nyugat-Aleppó lakossága így 1.5 millió főre duzzadt, míg a lázadó területeken 143 ezer civil maradt.
2012. szeptember 28–29. éjjelén a történelmi bazár nagyrészt megsemmisült, leégett. A bazár a világ legnagyobb fedett antik piacnegyede és a világörökség része volt az óvárossal együtt 1983 óta. A tűzben a 700 éves Mahmandar mecset kupolája is megsérült. 2014-ben a több mint 500 éves Chusrawiyya mecset is elpusztult. 2016. július 27-én a kormányhű erők körbezárták a város környékét. 2016. október 20–23. között volt az utolsó fegyverszünet, melyben 8 utat nyitottak a Kelet-Aleppóban rekedtek távozására. 2016. december 10-én heves harcokat követően a kormányhoz hű erők orosz támogatással visszafoglalták a város utolsó lázadó kézen lévő negyedeit is. Négy év és jelentős számú civil áldozat után, az aleppói csata véget ért. A csatát lezáró tűzszünet keretében a bekerített lázadó erőket, mintegy 4000 főt, köztük az An-Nuszra Front fegyvereseit is, a Nemzetközi Vöröskereszt felügyelete alatt a lázadók kezén lévő Idlib kormányzóságba szállították. Velük tartott 32 ezer civil is. Kelet-Aleppó lakosságának döntő többsége, mintegy 111 ezer fő (75%) a kormány által ellenőrzött területeket választotta.

## Közlekedés, infrastruktúra
Aleppó fontos közlekedési csomópont. Aleppóban ér véget az M5-ös szír gyorsforgalmi autóút, emellett a város főút körgyűrűvel is rendelkezik. Az utak állapota a város 2012 és 2016 között zajló ostroma alatt jelentősen leromlott, és felújításra szorul. A részleges útfelújítási munkálatok 2018-ban kezdődtek el.